# Фок, Отто
О́тто Ге́нрих Фри́дрих Фок (нем. Otto Heinrich Friedrich Fock; 1819—1872) — немецкий историк, богослов и педагог; профессор Кильского университета, почётный доктор Грайфсвальдского университета.

## Биография
Отто Фок родился 29 апреля 1819 года на острове Рюген, который находится в Балтийском море в селе Альтенкирхен. Сначала он брал частные уроки, затем учился в местном аббатстве при Монастыре Святой Екатерины, после чего усердно изучал протестантское богословие в Боннском и Берлинском университетах.
В 1848 году О. Фок принял деятельное участие в шлезвиг-голштинском движении.
Один из главных трудов Фока «Rügenpommersche Geschichten» (1861—1872) был написан им на основании богатого архивного материала и до сих пор, ввиду частичной утраты последнего, сохраняет большую историческую ценность.
Другие сочинения Отто Фока: «Der Socianismus nach seiner Stellung in der Gesammtentwickelung des christlichen Geistes» (1847), «Schleswig-Holsteinische Erinnerungen besonders aus den Jahren 1848—51» (1863).
Отто Фок умер 24 октября 1872 года в городе Штральзунде.